# M28 (天体)
座標:  18h 24m 32.89s, −24° 52′ 11.4″
M28 (NGC 6626) はいて座にある球状星団。

## 概要
双眼鏡でぼんやりした形がわかり、恒星でないことがわかる。中心はよく輝くが、周囲は急に小さくなり口径10cmの望遠鏡でも周辺の星は見えない。口径20cmの望遠鏡で条件が良いときに周辺の星がかすかに見えてくる。口径30cmの望遠鏡では中心部分は全く分離しないが、周辺部分は淡い微星が分離して見える。
1987年にM4に続いて球状星団では2番目のミリ秒単位のパルサーが発見されている。

## 観測史
1764年7月27日にシャルル・メシエが発見した。メシエは「星のない星雲。3.5フィートの望遠鏡では難しい。直径2'」と記している。後にウィリアム・ハーシェルが初めて星に分解して、球状星団であることを明らかにした。